# Ministeri de la Força Pública de Luxemburg
El Ministeri de la Força Pública de Luxemburg (en francès: Ministère de la Force Publique) va ser un departament del Govern de Luxemburg. El Ministre de la Força Pública va compartir responsabilitats pel que fa al compliment de la llei i l'ordre amb el Ministre de Justícia.
El Ministeri de la Força Pública va ser creat el 6 de febrer de 1969, amb el primer ministre Eugène Schaus. Es va mantenir sense canvis fins que va ser rebutjat el 7 d'agost de 1999, quan les responsabilitats van recaure en el Ministeri de l'Interior.

## Llista de ministres de la Força Pública
| Ministre             | Ministre       | Partit | Data inici           | Data fi              | Primer Ministre |
| -------------------- | -------------- | ------ | -------------------- | -------------------- | --------------- |
|                      | Eugène Schaus  | DP     | 6 de febrer de 1969  | 15 de juny de 1974   | Pierre Werner   |
|                      | Émile Krieps   | DP     | 15 de juny de 1974   | 16 de juliol de 1979 | Gaston Thorn    |
| 16 de juliol de 1979 | Émile Krieps   | DP     | 20 de juliol de 1984 | Pierre Werner        |                 |
|                      | Marc Fischbach | CSV    | 20 de juliol de 1984 | 14 de juliol de 1989 | Jacques Santer  |
|                      | Jacques Poos   | LSAP   | 14 de juliol de 1989 | 13 de juliol de 1994 | Jacques Santer  |
|                      | Alex Bodry     | LSAP   | 13 de juliol de 1994 | 26 de gener de 1995  | Jacques Santer  |
| 26 de gener de 1995  | Alex Bodry     | LSAP   | 7 d'agost de 1999    | Jean-Claude Juncker  |                 |